# Холланд, Артур
Артур Холланд (англ. Arthur Holland, 26 ноября 1916 года, Барнсли, Англия — март 1987 года, Барнсли, Англия) — английский футбольный судья. 
По основной профессии (с 1935 года) — шахтёр; после выхода на пенсию стал владельцем бара и управляющим трактира «Пэдди» в Барнсли.
Начал карьеру в качестве лайнсмена в 1947 году. В 1951 году был включён в список главных судей Англии и в 1959 году обслужил финал Кубка Англии по футболу среди любителей.
Холланд обслуживал финалы Кубка европейских чемпионов 1963 года, Кубка Англии 1964 года и финал чемпионата Европы 1964 года.